# Crazy Rhythms
| Críticas profissionais | Críticas profissionais |
| Avaliações da crítica  | Avaliações da crítica  |
| Fonte                  | Avaliação              |
| ---------------------- | ---------------------- |
| AllMusic               | [ 1 ]                  |
| Robert Christgau       | A−                     |
| Mojo                   | [ 3 ]                  |
| PopMatters             | 9/10                   |
| Pitchfork Media        | 9.1/10                 |

Crazy Rhythms é o primeiro álbum de estúdio da banda de rock estadunidense The Feelies . Ele foi lançado, em abril de 1980, pela gravadora Stiff Records.
Sua fusão do pós-punk com o Jangle pop foi influente na próxima geração do rock alternativo, com bandas como R.E.M., dentre outras, citando o álbum como uma grande fonte de inspiração.
Embora não tenha sido bem sucedido comercialmente, o álbum manteve-se elogiado pelas críticas desde o seu lançamento.
O álbum foi classificado como número 49 na lista da Rolling Stone dos 100 melhores álbuns da década de 1980, e como número 69 na lista da Pitchfork Media.

## Faixas
Todas as canções compostas por Glen Mercer/Bill Million, exceto onde indicado
1. The Boy With The Perpetual Nervousness - 5:10
2. Fa Cé-La - 2:04
3. Loveless Love - 5:14
4. Forces At Work - 7:10
5. Original Love - 2:55
6. Everybody's Got Something to Hide Except Me and My Monkey (Lennon/McCartney) - 4:18
7. Moscow Nights - 4:34
8. Raised Eyebrows - 3:00
9. Crazy Rhythms - 6:13

## Curiosidades
- A capa de Weezer (The Blue Album) do Weezer foi inspirado na capa do primeiro álbum do The Feelies , já que ambos representam o grupo atrás de um fundo azul

- Antes das músicas The Boy With The Perpetual Nervousness , Forces At Work e Moscow Nights , você pode ouvir um minuto de silêncio.